# Bethany, Ontario
Bethany är en ort i Kanada.   Den ligger i provinsen Ontario, i den sydöstra delen av landet, 270 km sydväst om huvudstaden Ottawa. Bethany ligger 272 meter över havet och antalet invånare är 500.
Terrängen runt Bethany är platt. Runt Bethany är det glesbefolkat, med 19 invånare per kvadratkilometer.. Närmaste större samhälle är Omemee, 12,8 km norr om Bethany.
Omgivningarna runt Bethany är en mosaik av jordbruksmark och naturlig växtlighet.